# Ligne Palézieux – Lyss
Pour l'autre ligne de la Broye, voir ligne de la Broye transversale.
La ligne Palézieux – Lyss est une ligne ferroviaire des Chemins de fer fédéraux en Suisse mise en service le 25 août 1876 par les chemins de fer de la Suisse Occidentale reliant la gare de Palézieux à celle de Lyss. Elle porte le nom de ligne de la Broye longitudinale sur son tronçon Palézieux – Chiètres.

## Tracé
La ligne de la Broye longitudinale part de Palézieux en direction de Lyss, en passant notamment par Moudon, Lucens, Payerne, Domdidier, Avenches, Morat et Chiètres.

## Histoire

### Mise en service
Les Chemins de fer du Jura bernois ouvrent le tronçon Lyss – Fräschels le 12 juin 1876. La Compagnie de la Suisse occidentale met en service le tronçon Morat – Fräschels le 12 juillet 1876 et le tronçon Palézieux – Morat le 25 août 1876.

### Accidents et perturbations
Plusieurs accidents se sont produits sur la ligne longitudinale. Le premier week-end du mois de novembre 2012 un éboulement de terrain, dû aux conditions météorologiques particulièrement pluvieuses, entre la gare d'Écublens-Rue et celle de Bressonnaz provoque une interruption du trafic pendant une semaine,. Une semaine plus tard, le 12 novembre 2012, un coulée de boue causée par un nouvel éboulement de terrain recouvre la voie sur une vingtaine de mètres à nouveau entre la gare d'Écublens-Rue et celle de Moudon empêchant la circulation des trains durant près dune semaine. Le 16 décembre 2012, des dommages sur la voie entraînent l'interruption du trafic entre Payerne et Avenches. Le 2 février 2013 un train NPZ Domino déraille vers 9 heures du matin entre la gare de Châtillens et celle d'Écublens-Rue à la suite d'un éboulement de terrain et impose un service de substitution des trains par le bus entre la gare de Palézieux et celle de Payerne. L'accident ne fait aucun blessé. Le 16 mars un appareil d'enclenchement situé à la gare de Châtillens dysfonctionne et entraîne l'annulation de deux trains de voyageurs. Dans l'après-midi, de 14 h 45 à 15 h 50, ce même appareil est à nouveau hors de fonction. Après une première réparation Le lendemain vers 15 heures, une personne est happée par un train près de la gare de Moudon. Le 12 avril 2013, la ligne est perturbée à cause d'un mauvais état de l'infrastructure. Des trous dans le ballast perturbent le trafic. Ce dernier est rebrassé. Le 9 juin 2013 un violent orage éclate sur la ville de Moudon et provoque notamment des inondations. Celles-ci créent un éboulement de terrain qui glisse sur la voie et empêche la circulation des trains sur la ligne. Une semaine complète a été nécessaire pour remettre la ligne en état. Le 29 juillet 2013, aux alentours de 18 h 46, à environ 200 m de la gare de Granges-Marnand, un S-Bahn NPZ Domino entre en collision frontale avec un Regio Colibri. Le corps, mort, d'un des mécanicien de locomotive est désincarcéré vers 1 h 30 du matin, après six heures d'intervention. Cet accident provoque la mort d'une personne et fait 26 blessés sur 46 voyageurs,,.

### Évolutions
À partir de 2018, les gares de Trey et d'Henniez devaient être supprimées de la desserte au profit d'un réseau de bus plus performant et desservant davantage le cœur de ces villages. Si, à l'horaire 2020 la desserte de la gare de Trey a été supprimée, la gare d'Henniez est toujours desservie occasionnellement par la ligne R8 et régulièrement par la ligne R9.

## Source
- Cet article est partiellement ou en totalité issu de l'article intitulé « Ligne de la Broye » (voir la liste des auteurs).